# اوور (مانش)
اوور (به فرانسوی: Auvers) یک کمون در فرانسه است که در مانش واقع شده‌است. اوور ۱۸٫۷۶ کیلومتر مربع مساحت دارد ۵ متر بالاتر از سطح دریا واقع شده‌است.